# Any Wife
Any Wife er en amerikansk stumfilm fra 1922 af Herbert Brenon.

## Medvirkende
- Pearl White som Myrtle Hill
- Holmes Herbert som Philip Gray
- Gilbert Emery som Mr. John Hill
- Lawrence Johnson som Cyril Hill
- Augustus Balfour som Dr. Gaynor
- Eulalie Jensen som Louise Farrata